# O'o
O'o est un album de John Zorn paru sur le label Tzadik en 2009, qui fait suite à The Dreamers : même style (mélange de musique du monde, surf, exotica, easy listening, minimalisme), même musiciens. O'o est le nom d'un oiseau hawaïen aujourd'hui disparu. L'album contient un livret de 40 pages de dessins d'oiseaux exotiques de la designer Heung-Heung « Chippy » Chin.

## Titres
| 1.    | Miller's Crake      | 4:18 |
| 2.    | Akialoa             | 4:47 |
| 3.    | Po'o'uli            | 5:41 |
| 4.    | Little Bittern      | 6:30 |
| 5.    | Mysterious Starling | 4:32 |
| 6.    | Laughing Owl        | 4:44 |
| 7.    | Archaeopteryx       | 5:06 |
| 8.    | Solitaire           | 2:11 |
| 9.    | Piopio              | 5:13 |
| 10.   | The Zapata Rail     | 2:53 |
| 11.   | Kakawahie           | 4:14 |
| 12.   | Magdalena           | 5:07 |
| 55:16 |                     |      |

## Personnel
- Cyro Baptista - percussion
- Joey Baron - batterie
- Trevor Dunn - basse
- Marc Ribot - guitare
- Jamie Saft - piano, orgue
- Kenny Wollesen - vibraphone